# Mitchell Leisen
Mitchell Leisen (Menominee, Michigan 6 d'octubre de 1898, - Los Angeles, 28 d'octubre de 1972) va ser un  productor i director de cinema estatunidenc.

## Biografia
Després d'estudiar la carrera d'Arquitectura va treballar com a dissenyador d'interiors abans d'iniciar el 1919 la seva trajectòria cinematogràfica. Les seves primeres tasques cinematogràfiques van ser com a dissenyador de vestuari, decorador i dissenyador de producció per a pel·lícules de Cecil B. DeMille, Raoul Walsh, Allan Dwan o Ernst Lubitsch, i nominat a l'Oscar per la seva direcció artística gràcies al seu treball en el film de DeMille Dynamite.
Però el seu debut com a director no arribaria fins al 1933 amb Cradle Song, un drama protagonitzat per Dorothea Wieck i Evelyn Venable. A partir d'aquest moment, el nom de Leisen es va començar a relacionar amb les grans melodrames, les comèdies romàntiques i les comèdies screwball. Una de les seves obres més reconegudes va ser l'adaptació de l'obra d'Alberto Casella Death Takes a Holiday (1934) amb Fredric March i Evelyn Venable, així com Midnight (1939) o Hold Back the Dawn (1941), aquestes dues últimes amb guió de Billy Wilder. Easy Living (1937), protagonitzada per Jean Arthur i amb guió de Preston Sturges va ser un altre gran èxit del director.
Durant la dècada dels 40, Liesen va seguir gaudint dels seus moments de fama en el cinema. Aixeca't, amor meu (1940), amb Claudette Colbert i Ray Milland, Record d'una nit (1940), el seu primer títol com a productor amb Barbara Stanwyck i Fred MacMurray com a parella protagonista, Take a Letter, Darling (1942), amb Rosalind Russell i MacMurray o La vida íntima de Jody Norris (1946), pel·lícula escrita per Charles Brackett que li va valer un Oscar a Olivia de Havilland, van ser alguns dels films més destacats en la carrera de Mitchell Leisen. En la dècada dels 50, Leisen abandonaria el cinema per dedicar-se a la televisió amb alguna aparició residual.

## Filmografia
| Any  | Títol                                 | Productora         | Protagonistes                                                    | Notes                                                 |
| ---- | ------------------------------------- | ------------------ | ---------------------------------------------------------------- | ----------------------------------------------------- |
| 1933 | Cradle Song                           | Paramount          | Dorothea Wieck / Evelyn Venable                                  |                                                       |
| 1934 | Bolero                                | Paramount          | George Raft / Carole Lombard                                     | Co-dirigida amb Wesley Ruggles                        |
| 1934 | Death Takes a Holiday                 | Paramount          | Fredric March / Evelyn Venable                                   |                                                       |
| 1934 | Murder at the Vanities                | Paramount          | Victor McLaglen / Jack Oakie / Carl Brisson                      |                                                       |
| 1934 | Behold My Wife                        | Paramount          | Gene Raymond / Ann Sheridan / Sylvia Sydney                      |                                                       |
| 1935 | Four Hours to Kill!                   | Paramount          | Richard Barthelmess / Ray Milland / Gertrude Michael             |                                                       |
| 1935 | Hands Across the Table                | Paramount          | Carole Lombard / Fred MacMurray                                  |                                                       |
| 1936 | Thirteen Hours by Air                 | Paramount          | Fred MacMurray / Joan Bennett / ZaSu Pitts                       |                                                       |
| 1936 | The Big Broadcast of 1937             | Paramount          | Jack Benny / George Burns / Gracie Allen / Ray Milland           |                                                       |
| 1937 | Swing High, Swing Low                 | Paramount          | Carole Lombard / Fred MacMurray / Dorothy Lamour                 |                                                       |
| 1937 | Easy Living                           | Paramount          | Jean Arthur / Edward Arnold / Ray Milland                        |                                                       |
| 1938 | The Big Broadcast of 1938             | Paramount          | W.C. Fields / Martha Raye / Bob Hope / Dorothy Lamour            |                                                       |
| 1938 | Artists and Models Abroad             | Paramount          | Jack Benny / Joan Bennett                                        |                                                       |
| 1939 | Midnight                              | Paramount          | Claudette Colbert / Don Ameche / John Barrymore / Mary Astor     |                                                       |
| 1940 | Record d'una nit (Remember the Night) | Paramount          | Barbara Stanwyck / Fred MacMurray                                |                                                       |
| 1940 | Aixeca't, amor meu                    | Paramount          | Claudette Colbert / Ray Milland                                  |                                                       |
| 1941 | I Wanted Wings                        | Paramount          | Ray Milland / William Holden / Wayne Morris / Veronica Lake      |                                                       |
| 1941 | Hold Back the Dawn                    | Paramount          | Charles Boyer / Olivia De Havilland / Paulette Goddard           |                                                       |
| 1942 | The Lady is Willing                   | Paramount          | Marlene Dietrich / Fred MacMurray                                |                                                       |
| 1942 | Take a Letter, Darling                | Paramount          | Rosalind Russell / Fred MacMurray                                |                                                       |
| 1943 | No Time for Love                      | Paramount          | Claudette Colbert / Fred MacMurray                               |                                                       |
| 1944 | Lady in the Dark                      | Paramount          | Ginger Rogers / Ray Milland                                      | Technicolor film                                      |
| 1944 | La cala del francès                   | Paramount          | Joan Fontaine / Arturo de Córdova / Basil Rathbone / Nigel Bruce | Technicolor film                                      |
| 1944 | Practically Yours                     | Paramount          | Claudette Colbert / Fred MacMurray                               |                                                       |
| 1945 | Kitty                                 | Paramount          | Paulette Goddard / Fred MacMurray                                |                                                       |
| 1945 | Masquerade in Mexico                  | Paramount          | Dorothy Lamour / Arturo de Córdova                               |                                                       |
| 1946 | La vida íntima de Jody Norris         | Paramount          | Olivia de Havilland / John Lund                                  |                                                       |
| 1947 | Suddenly, It's Spring                 | Paramount          | Paulette Goddard / Fred MacMurray                                |                                                       |
| 1947 | Golden Earrings                       | Paramount          | Marlene Dietrich / Fred MacMurray                                |                                                       |
| 1948 | Dream Girl                            | Paramount          | Betty Hutton / Macdonald Carey                                   |                                                       |
| 1949 | Bride of Vengeance                    | Paramount          | Paulette Goddard / Macdonald Carey / John Lund                   |                                                       |
| 1949 | Song of Surrender                     | Paramount          | Claude Rains / Wanda Hendrix / Macdonald Carey                   |                                                       |
| 1950 | No Man of Her Own                     | Paramount          | Barbara Stanwyck / John Lund                                     |                                                       |
| 1950 | Captain Carey, U.S.A.                 | Paramount          | Alan Ladd / Wanda Hendrix                                        |                                                       |
| 1951 | The Mating Season                     | Paramount          | Gene Tierney / John Lund / Miriam Hopkins / Thelma Ritter        |                                                       |
| 1951 | Darling, How Could You!               | Paramount          | Joan Fontaine / John Lund                                        |                                                       |
| 1952 | Young Man with Ideas                  | MGM                | Glenn Ford                                                       |                                                       |
| 1953 | Tonight We Sing                       | 20th Century Fox   | David Wayne / Ezio Pinza / Roberta Peters / Tamara Toumanova     | Technicolor                                           |
| 1955 | Bedevilled                            | MGM                | Anne Baxter / Steve Forrest                                      | Co-dirigida amb Richard Thorpe / Eastmancolor film    |
| 1958 | The Girl Most Likely                  | RKO Radio Pictures | Jane Powell / Cliff Robertson                                    | Technicolor                                           |
| 1967 | Spree                                 | Trans American     |                                                                  | Co-dirigida amb Walon Green / Documental / Color film |